# Плопіш (Селаж)
Плопіш (рум. Plopiș) — село у повіті Селаж в Румунії. Адміністративний центр комуни Плопіш.
Село розташоване на відстані 400 км на північний захід від Бухареста, 30 км на захід від Залеу, 81 км на північний захід від Клуж-Напоки.

## Населення
За даними перепису населення 2002 року у селі проживали 1169 осіб.
Національний склад населення села:
| Національність | Кількість осіб | Відсоток |
| -------------- | -------------- | -------- |
| румуни         | 987            | 84,4%    |
| цигани         | 126            | 10,8%    |
| словаки        | 55             | 4,7%     |

Рідною мовою назвали:
| Мова      | Кількість осіб | Відсоток |
| --------- | -------------- | -------- |
| румунська | 1107           | 94,7%    |
| словацька | 55             | 4,7%     |
| циганська | 6              | 0,5%     |